# 魏布林根
魏布林根（Waiblingen）是位於德國西南部巴登-符騰堡州的一個城市。鄰近斯圖加特。屬斯圖加特行政區雷姆斯-穆爾縣。為雷姆斯-穆爾縣的首府。截止到2004年9月30日，魏布林根有人口52,948人（其中25,953人為男性，26,995人為女性）。面積42.76平方公里。

## 友好城市
- 法國 马耶讷